# Poloxameer
Poloxameer is de naam van een groep niet-ionische oppervlakteactieve polymeren. Het zijn blokcopolymeren van ethyleenoxide en propyleenoxide, meer bepaald triblokcopolymeren met een centraal blok van polypropyleenoxide tussen twee blokken van polyethyleenoxide. Het gedeelte afkomstig van ethyleenoxide (EO) is hydrofiel en het gedeelte afkomstig van propyleenoxide (PO) hydrofoob, zodat het geheel amfifiel is.
Poloxameren zijn ontwikkeld bij BASF, dat ze verkocht onder de merknamen Pluronic en Lutrol.
De verschillende poloxameren worden aangeduid met een getal. Het laatste cijfer, vermenigvuldigd met 10, geeft het gewichtspercent ethyleenoxide in het polymeer. De voorgaande cijfers, vermenigvuldigd met 100, geven de gemiddelde moleculaire massa van het PO-blok. Bijvoorbeeld: poloxameer 407 of P407 heeft 70 gewichtspercent ethyleenoxide en het PO-blok heeft een gemiddelde moleculaire massa van 4000 dalton. Naargelang de graad van ethoxylering zijn poloxameren vloeibaar, gelvormig, pasteus of vast.
Een aantal poloxameren zijn geschikt om in geneesmiddelen gebruikt te worden. Ze worden gebruikt als oppervlakteactieve stof en hulpstof voor het vormen van emulsies, dispersies of oplossingen van geneesmiddelen die moeilijk oplosbaar zijn. Poloxameer 188 is in de Europese Unie aangeduid als weesgeneesmiddel voor de behandeling van sikkelcelziekte. Het stabiliseert het celmembraan van rode bloedcellen.

## Poloxamines
Poloxamines zijn aan poloxameren verwante polymeren. Het zijn eveneens niet-ionische oppervlakteactieve stoffen. Ze zijn opgebouwd uit een ethyleendiaminekern, waarbij aan de aminogroepen telkens twee blokcopolymeren van ethyleenoxide en propyleenoxide zijn gesubstitueerd. Ze kunnen dus voorgesteld worden door de formule:
[H-(C2H4O)a-(C3H6O)b]2N-CH2-CH2-N[(C3H6O)b -(C2H4O)a-H]2
waarin a en b variabel zijn. BASF verkoopt deze polymeren onder de merknaam Tetronic. Naargelang de gemiddelde moleculaire massa zijn deze polymeren vloeibaar (bijvoorbeeld Tetronic 904 met een gemiddeld moleculaire massa van 6700 dalton), pasteus (zoals Tetronic 1304) of vast (zoals Tetronic 908 met een gemiddelde moleculaire massa van 25.000 dalton).